# Estación de Etzatlán
Etzatlán fue una estación de trenes que se encuentra en Etzatlán, Jalisco. Actualmente es el Centro Cultural la Estación y está abierto de lunes a domingo de 9 de la mañana a 8 :30 de la noche.

## Historia
La estación se edificó sobre la La Vega-Etzatlán, perteneciente al antiguo Ferrocarril Central Mexicano, construida mediante la concesión número 17. El 27 de febrero de 1878, se celebró un contrato con el C. Enrique Pazos, Gobernador del Estado de Jalisco, para la construcción de un ferrocarril que ligara las ciudades de Lagos y Guadalajara con la costa del Pacífico.
En el 2010, se inició el proyecto de las Vías Verdes y posteriormente las Rutas Culturales, proyectos los cuales consisten en contar con áreas con senderos peatonales, ciclistas o ecuestres instalados en los derechos de vía de los antiguos trazados ferroviarios en desuso. En el 2012 iniciaron los trabajos de la remodelación.
En el 2014, la Secretaría de Cultura de Jalisco pretendía hacer en la Exestación de ferrocarril un museo ferrocarrilero, un museo minero y un museo arqueológico.